# Федорченко Володимир Іванович
Володи́мир Іва́нович Федо́рченко (нар. 7 квітня 1964, Дрогобич) — український скульптор; член Спілки художників України від 1994 року.

## Біографія
Народився 7 квітня 1964 року у Дрогобичі. 1986 року закінчив Львівський інститут прикладного та декоративного мистецтва. Серед викладачів були зокрема Яків Чайка, В. Горбалюк, Іван Самотос. 

## Творчість
Роботи
- Портрет Дениса Лукіяновича (1986, тонований гіпс, 68×35×37).[2]
- «Дніпро та Дністер» — алегорична композиція в Івано-Франківську (1988, співавтори Яків Чайка, Ярослав Троцько).[3]
- Пам'ятник митрополитові Андрею Шептицькому в Яворові (1996, співавтори скульптори Ярослав Троцько, Ф. Штокало, архітектор Л. Новосілець).[4]
- Статуя Матері Божої на вулиці Шевченка на межі місцевостей Кам'янка і Рясне у Львові (2000, архітектор Володимир Сколоздра, висота 270).[5]
- «Тетяна» (2000, алебастр, 20×15×10).[4]
- Пам'ятник на могилі скульптора Якова Чайки на Личаківському цвинтарі у Львові (2000, камінь).[4]
- Меморіальна таблиця Йосафаті Гордашевській на вулиці Личаківській, 67 у Львові (2004).[6]
- «Гетьман Іван Виговський» (2004, мармур, 37×25×4).[4]
- «І на оновленій землі» (2005, камінь, 75×55×20).[4]
- «Яків Чайка. 1918—1995»  (2008, штучний камінь, 52×46×45).[7]
- «Снігова королева» (2011, мармур, 30×18×15).[8]
- Меморіальна таблиця професорові Олександрові Ковалю на фасаді нового корпусу ЛНМУ на вулиці Пекарській у Львові (2014, співавтор Ігор Гавришкевич).[9]